# Pterostylis allantoidea
Pterostylis allantoidea är en orkidéart som beskrevs av Richard Sanders Rogers. Pterostylis allantoidea ingår i släktet Pterostylis och familjen orkidéer. Inga underarter finns listade i Catalogue of Life.